# Isidro Huarte
Isidro Huarte y nacido como José Isidro Huarte y Arrivillaga o menos conocido como Isidro Ugarte (Goizueta, España, 1744 – Ciudad de México, 1824) fue un notable hacendado, político, empresario, comerciante, filántropo y arquitecto español avecindado en Valladolid de la intendencia homónima, en el Virreinato de Nueva España, en donde fue alcalde provincial.

## Biografía
Isidro Huarte nació en el año de 1744 en Goizueta, Navarra como uno de los hijos concebidos dentro de la unión de Juan Francisco de Huarte e Iriarte —o bien Juan Francisco de Ugarte— con Agustina de Arrivillaga y Minondo, quienes contrajeron matrimonio el 13 de diciembre de 1736, en la parroquia de la Asunción de Goizueta. Era hermano del marino mercante Francisco Ignacio de Ugarte y Arrivillaga, un constructor naviero radicado en Buenos Aires, la capital del Virreinato del Río de la Plata.
En busca de mejores oportunidades, en los 60s inmigró a territorio novohispano y se estableció en Valladolid (Morelia), Michoacán, donde comenzó a amasar un cuantioso capital y a poseer varias haciendas. En 1769 contrajo matrimonio con María Ignacia Escudero y Servín, que murió poco tiempo después del enlace y con quien no tuvo descendencia.
En segundas instancias, en 1771 contrae matrimonio con la duranguense Ana Manuela Muñiz Sánchez de Tagle (1749-1800), nieta de Pedro Sánchez de Tagle y de la Rasa, marqués de Altamira, siendo el primero Luis Sáenz de Tagle, y emparentada con personajes importantes del clero. 
De su matrimonio con Ana Muñiz nació una numerosa descendencia, 6 varones y 4 mujeres: José Antonio, Isidro José, Juan Nepomuceno, José Ramón, José Raymundo, María del Carmen, María Teresa, Ana María, María Josefa y Joaquín José.  
Sus hijos serían personajes notables dentro de la intendencia de Valladolid, algunos militares y otros políticos, pero siempre reconocidos en el medio vallisoletano. Sus hijas contraerían matrimonio con prominentes personajes, hombres de buena posición social y económica. La más conocida de sus hijas, Ana María Huarte, contrajo matrimonio en 1805 con el alférez Agustín de Iturbide, consumador de la Independencia en 1821 y emperador de México.
Huarte afirmó su poder basándose en los negocios, las relaciones con sus clientes, los vínculos familiares y el control de los puestos públicos que ocupaba en el ayuntamiento. Sus redes comerciales se extendían más allá de los límites de la intendencia y siempre mantuvo relaciones de amistad con algunos miembros del cabildo eclesiástico del estado de Michoacán. 
A lo largo de su vida, fue un empresario notable, teniendo intereses en casi todos los ramos de la industria michoacana, como el algodón, azúcar y ganado gracias a sus numerosas haciendas y negocios. Se distinguió también como notable maestro de arquitectura, como lo testifican sus dos mejores obras: su casa habitación en Morelia (hoy Museo Michoacano) y el grandioso acueducto de la ciudad de Morelia.
Isidro Huarte y Arrivillaga murió en 1824 en la Ciudad de México, por causas naturales, a los ochenta años de edad. Había enviudado de Ana Muñiz hacia 1800, y cuatro años después, contrajo matrimonio por tercera y última ocasión con Ana Gertrudis Alcántara Arrambide,  su última compañera de vida y con quien procreó cinco hijos más: María de los Dolores (1805), José Manuel (1807), José Mariano (1810), María Francisca (1814) y María Francisca (1817).